# Вишнёвое (Старобешевский район)
Вишнёвое (укр. Вишневе) — село на Украине, находится в Старобешевском районе Донецкой области. Под контролем самопровозглашённой Донецкой Народной Республики.

## География

#### Соседние населённые пункты по странам света
С: Обрезное
СЗ: Колоски, Бурное
СВ: Светлый Луч, Павловское
З: —
В: Культура, Новоивановка
ЮЗ: —
ЮВ: —
Ю: Кумачово, Победа

## Население
Население по переписи 2001 года составляло 31 человек.

## Общие сведения
Код КОАТУУ — 1424581803. Почтовый индекс — 87260. Телефонный код — 6253.

## Адрес местного совета
87260, Донецкая область, Старобешевский р-н, с. Кумачово, ул. Ручко, 1